# فینال جام یوفا ۱۹۹۷

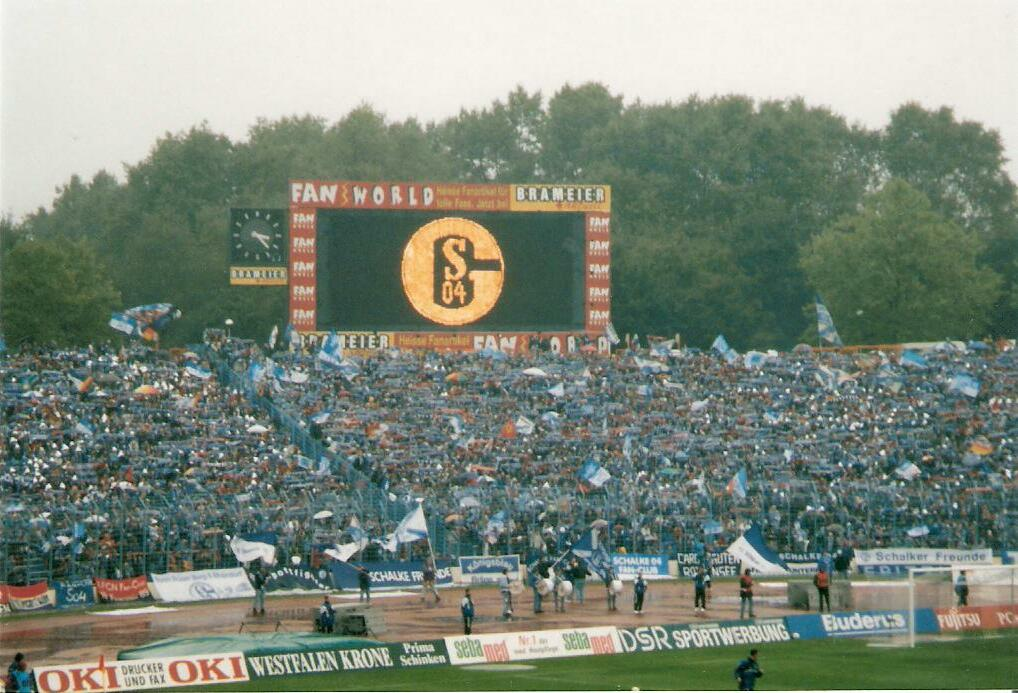
نمایی از ورزشگاه پارک‌اشتادیون، محل برگزاری بازی فینال

فینال جام یوفا ۱۹۹۷، رقابت پایانی جام یوفا در سال ۱۹۹۷ میلادی است که مابین دو تیم باشگاه فوتبال شالکه ۰۴ و باشگاه فوتبال اینتر میلان برگزار شده‌است.
این مسابقه که در تاریخ‌های ۷ مه ۱۹۹۷ و ۲۱ مه ۱۹۹۷ انجام شده‌است در مجموع با نتیجه ۱ بر ۱ به پایان رسید. در ضربات پنالتی باشگاه فوتبال شالکه ۰۴ با نتیجه ۴ بر ۱ به پیروزی رسید.